# Procellaria
Procellaria – rodzaj ptaków z rodziny burzykowatych (Procellariidae).

## Zasięg występowania
Rodzaj obejmuje gatunki występujące na oceanach półkuli południowej oraz na środkowym Oceanie Spokojnym.

## Morfologia
Długość ciała 41–58 cm, rozpiętość skrzydeł 112–147 cm; masa ciała 585–1550 g.

## Systematyka

### Etymologia
- Procellaria: nowołac. procellarius „z burzy, burzowy”, od łac. procella „burza, wichura”, od procellere „rzucać się w dół”, od pro „przed”; -cello „szybki”, od celer, celeris „szybko”[9].
- Priofinus: zbitka wyrazowa nazw rodzajów: Prion Lesson, 1829 i Puffinus Brisson, 1760[10]. Gatunek typowy: Procellaria aequinoctialis Linnaeus, 1758.
- Majaqueus: Ludwig Reichenbach w 1853 roku użył nazwy „Maiague” użytej przez Piso w 1658 roku, w odniesieniu do kormorano-podobnego ptaka (następnie zidentyfikowany na podstawie oryginalnej ryciny jako kormoran oliwkowy (Phalacrocorax brasilianus)), od tup. Maiagué „jakiś rodzaj ptaków wodnych”[11]. Gatunek typowy: Procellaria aequinoctialis Linnaeus, 1758.
- Adamastor: port. Adamastor „okropna, burzowa zjawa”, która ukazała się flocie Vasco da Gamy koło Przylądka Dobrej Nadziei, wspomniana w eposie „Luzjady” Luísa de Camõesa z 1572 roku (gr. αδαμαστος adamastos „nieokiełznany, niezwyciężony”, od δαμαω damaō „podbijać”)[12]. Gatunek typowy: Procellaria haesitata J.R. Forster, 1844 (= Procellaria cinerea J.F. Gmelin, 1789).
- Cymatobolus: gr. κυματοβολος kumatobolos „rzucanie się na fale”, od κυμα kuma, κυματος kumatos „fala”; βαλλω ballō „rzucać się”[13]. Gatunek typowy: Procellaria conspicillata Gould, 1844.

### Podział systematyczny
Do rodzaju należą następujące gatunki:
- Procellaria cinerea J.F. Gmelin, 1789 – burzyk bury
- Procellaria aequinoctialis Linnaeus, 1758 – burzyk białobrody
- Procellaria westlandica Falla, 1946 – burzyk ciemny
- Procellaria parkinsoni G.R. Gray, 1862 – burzyk czarny
- Procellaria conspicillata Gould, 1844 – burzyk okularowy